# Kortesaari (ö i Jämsä, Sovijärvi)
Kortesaari är en ö i Finland.   Den ligger i kommunen Jämsä i den ekonomiska regionen  Jämsä  och landskapet Mellersta Finland, i den södra delen av landet, 200 km norr om huvudstaden Helsingfors. Ön ligger i sjön Sovijärvi.